# Lunel (Heraldik)

Lunel im Wappen von Pardines in der Provinz Girona

Mit Lunel, einem Ausdruck aus der französischen Heraldik, wird eine besondere Monddarstellung in der Heraldik bezeichnet.
Dargestellt werden vier mit den sogenannten Hörnern sich zugewendete Mondsicheln. Diese Wappenfigur ist aus der spanischen Heraldik bekannt. Die Figurenstellung erinnert an eine Rose.